# Гаврилін Микола Митрофанович
Мико́ла Митрофа́нович Гаври́лін (22 листопада 1917 — 29 вересня 1979) — радянський офіцер, учасник Радянсько-німецької війни, командир 2-го стрілецького батальйону 212-го гвардійського стрілецького полку 75-ї гвардійської стрілецької дивізії 30-го стрілецького корпусу 60-ї Армії Центрального фронту, Герой Радянського Союзу (17.10.1943), гвардії старший лейтенант, пізніше гвардії капітан.

## Біографія
Народився 22 березня 1907 року в с. Гордіївка, зараз Троїцького району, Алтайський край. По закінченню середньої школи працював у районній газеті літературним співробітником.
В Червоній Армії з липня 1941 року, в жовтні 1941 року закінчив прискорений курс військового піхотного училища. Воював на Західному фронті. У складі 95-ї стрілецької дивізії брав участь в обороні Сталінграду. Декілька разів був поранений. Нагороджений медаллю «За оборону Сталінграда».
За оборону Сталінграду 95-й стрілецькій дивізії було присвоєне найменування 75-та гвардійська стрілецька дивізія (СРСР). У складі 212-го гвардійського стрілецького полку М. М. Гаврилін бере участь у Курський битві в районі Понирі-Ольховатка.
Гвардії старший лейтенант Гаврилін вміло організував наступ своєї роти, скинувши противника з займаних позицій. Відбив 6 контратак піхоти і танків, знищив до 140 гітлерівців. Був нагороджений орденом Червоної Зірки.
Особливо відзначився М. М. Гаврилін при форсуванні річки Дніпро північніше Києва восени 1943 року, у боях при захопленні та утриманні плацдарму на правому березі Дніпра в районі сіл Глібівка та Ясногородка (Вишгородський район Київської області). В нагородному листі командир 212-го гвардійського стрілецького полку гвардії полковник Борисов М. С. написав, що командир 2-го стрілецького батальйону Гаврилін добре підготував особовий склад до форсування ріки Дніпро. Наближаючись до Дніпра, бійці помітили німецький пароплав з баржею. Гаврилів виділив десант з 30 бійців під командою свого заступника Суркова П. М. Підготувавшись, відкрив шквальний вогонь по пароплаву, примусивши його відійти до протилежного берега, в той час як десант форсував Дніпро і захопив пароплав, не втративши своїх бійців.
Батальйон Гавриліна першим форсував Дніпро, увірвався в бойові порядки німців, у рукопашній вибив їх із займаного рубежу і закріпився на ньому, забезпечивши переправу інших підрозділів полку.
Указом Президії Верховної Ради СРСР від 17 жовтня 1943 року за мужність і героїзм проявлені при форсуванні Дніпра і утриманні плацдарму гвардії старшому лейтенанту Гавриліну Миколі Митрофановичу присвоєне звання Героя Радянського Союзу з врученням ордена Леніна і медалі «Золота Зірка».
Разом зі своїм батальйоном Гаврилін бере участь у звільненні України, потім Білорусі, де був знову поранений, цього разу тяжко. За пораненням був звільнений з армії у травні 1944 року.
Після війни жив у м. Алейськ Алтайського краю, працював заступником директора зерносовхозу, завідувачем відділу Алейського райкому КПРС, був головою райкому ДССААФ.
Помер 29 вересня 1979 року, похований у м. Алейську.

## Нагороди
- медаль «Золота Зірка» № 1552 Героя Радянського Союзу (17 жовтня 1943)
- Орден Леніна
- Орден Червоної Зірки
- Медалі

## Пам'ять
- Ім'ям Героя названо один з переулків м.Алейськ.
- У м. Барнаул ім'я М. М. Гавриліна увіковічнено в Меморіалі Слави.